# 1742 en architecture
| Années de l'architecture : 1739 - 1740 - 1741 - 1742 - 1743 - 1744 - 1745    |
| Décennies de l'architecture : 1710 - 1720 - 1730 - 1740 - 1750 - 1760 - 1770 |

Cet article présente les faits marquants de l'année 1742 en architecture.

## Réalisations
- Construction du palais royal de Queluz, au Nord de Lisbonne (fin en 1752).

## Événements
- Ange-Jacques Gabriel devient premier architecte du Roi de France et directeur de l’Académie d’Architecture.

## Récompenses
- Prix de Rome : x.

## Naissances
- 22 juin : Jean-Jacques Huvé (†1808).

## Décès
- Nicolas Simonnet.